# Günther Wyschofsky
Günther Wyschofsky, né le 8 mai 1929 à Bischofswerda, est un homme politique est-allemand, membre du Parti socialiste unifié d'Allemagne. Il a été ministre de l'Industrie chimique (de) de la République démocratique allemande.

## Biographie
Fils d'un boulanger, Günther Wyschofsky suit, après l'école primaire, un apprentissage de laborantin et de droguiste et travaille dans ce secteur à Bischofswerda et Bautzen.
En 1945, il adhère au KPD/SED. Il fréquente la faculté Arbeiter-und-Bauern (de) de Halle-sur-Saale de 1946 à 1948 et étudie la chimie à l'université technique de Dresde puis à l'université de Leipzig jusqu'en 1951. Jusqu'en 1953, il est chimiste d'entreprise et directeur du laboratoire de recherche au sein de l'entreprise nationalisée Plaste à Espenhain, puis, jusqu'en 1957, instructeur et chef de secteur du secteur chimie au sein du département de l'industrie des matériaux de base auprès du comité central du SED.
Après des études à l'École supérieure du parti, il devient chef adjoint du département des mines, du charbon, de l'énergie et de la chimie de 1958 à 1959, puis chef du département de l'industrie de base auprès du comité central du SED jusqu'en 1962. De 1962 à 1966, il est vice-président et directeur du département de planification chimique de la Commission nationale de planification (de) et, de mai 1966 à novembre 1989, il succède à Siegbert Löschau (de) en tant que ministre de l'Industrie chimique. Il est élu candidat au comité central du SED lors du VIe congrès du SED en janvier 1963 et membre du comité central du SED lors du 7e plénum du comité central (conjointement avec Siegbert Löschau) en décembre 1964. Il préside pour la RDA les commissions économiques communes RDA/Iran et RDA/Chine.
Il préside pendant 27 ans la Commission permanente de l'industrie chimique du Conseil d'assistance économique mutuelle (CAEM).
C'est durant son mandat ministériel qu'ont été construits l'usine pétrochimique de Schwedt (de), la grande raffinerie Leuna II (de) et l'extension de l'usine d'azote de Piesteritz (de), qui ont survécu à la phase difficile du passage de l'économie socialiste planifiée à l'économie de marché en 1990 et ont été préservés en tant que centres industriels clés. D'un autre côté, il n'a pas pu empêcher le déclin d'anciens sites chimiques, parce que la concentration des investissements sur quelques projets phares a absorbé tous les moyens. Il était souvent tiraillé entre ses propres connaissances techniques et la « discipline du parti » à laquelle il se soumettait strictement.
Depuis la chute la RDA, il vit retiré dans sa ville natale de Bischofswerda.

## Récompenses
- 1960, 1970 et 1979 : Ordre du Mérite patriotique
- 1964 : Bannière du Travail
- 1974 : Médaille du mérite de la NVA
- 1977 : Ouvrier chimiste émérite de République démocratique allemande (de)
- 1984 : Barrette d'honneur de l'Ordre du Mérite patriotique
- 1984 :  Docteur honoris causa de l'université technique de Leuna-Mersebourg (de)
- 1989 : Ordre de Karl-Marx

## Œuvres
Günther Wyschofsky a écrit en 2004 le livre Fragen an einen Zeitzeugen (« Questions à un témoin »), dans lequel il traite en arrière-plan des problèmes politiques et économiques de l'ancienne RDA.